# Øyvind Torseter
Øyvind Torseter (né le 2 octobre 1972) est un écrivain, auteur de bande dessinée et illustrateur norvégien.

## Biographie
Torseter fait ses études en illustration au Merkantilt Institutt (no) (1991–1992) et au Skolen for Grafisk Design (no) (1992–1994) à Oslo puis au Royaume-Uni au Kent Institute of Art & Design (en) (1995–1998)[source insuffisante].
Il travaille avec des techniques très variées,,,, du papier découpé au dessin numérique. 
En 2008, il est lauréat du prix international Prix BolognaRagazzi (Fiction) pour son album Détours, qu'il a écrit et illustré.
En 2011 paraît en France Gravenstein. L'ouvrage est un « coup de cœur » de La Revue des livres pour enfants, qui mentionne : « c'est surtout sa manière de raconter les histoires par l'image qui est captivante : des dessins à la plume qui fourmillent d'indices, un goût avéré pour les plans cinématographiques, plusieurs intrigues qui se croisent, et puis, dans chaque image, un jeu très discret de collages pour effacer ou rectifier une partie du dessin ».
Le personnage « Tête de Mule est le héros récurrent d’Øyvind Torseter ». Le premier album, au nom du héros, Tête de mule est publié en France en 2011. L'album est à nouveau un « coup de cœur » de La Revue des livres pour enfants, qui écrit dans son avis critique : « Dans une adaptation très libre du conte Le Troll qui n'avait pas son cœur dans sa poitrine, le héros, avec son faux air de Moumine, délivre une princesse, sûre d'elle dans sa cape de super-héroïne. Jamais illustrateur n'a si bien rendu l'aspect du Troll, monstre hideux, nous déstabilisant chaque fois par son aspect repoussant et macabre. Ce bijou d'humour, entre texte illustré et BD, prouve qu'on peut jouer avec les contes et les parodier tout en restant fidèle à leur puissance symbolique ». Suivront un deuxième opus des aventures de Tête de mule Mulysse, puis un troisième Factomule, traduit en 2021 : « L'humour caustique, à froid, l'art du trait et le sens de la mise en pages de l'auteur font à nouveau merveille, pour composer un récit saisissant, très cinématographique, qui lorgne vers l'absurde, et interroge à sa manière décalée nos sociétés contemporaines, la valeur du travail, la vanité du pouvoir, le rôle des apparences », selon la La Revue des livres pour enfants. Le quatrième opus Mulosaurus est publié la même année. Pour Benjamin Roure, dans Télérama : « L’auteur norvégien Øyvind Torseter construit, album après album, un univers très personnel, aux confins de la bande dessinée et de l’album illustré, tantôt davantage l’un que l’autre, mais avec toujours des idées saugrenues. »
En 2023, il est sélectionné pour la cinquième année d'affilée (depuis 2019) pour le prestigieux prix suédois, le Prix commémoratif Astrid-Lindgren.
Il reçoit en 2024 une Mention spéciale du Prix BolognaRagazzi, catégorie Comics - Middle Grade pour Dronefangeren (The Drone Catcher).
Øyvind Torseter vit et travaille à Oslo.

## Ouvrages traduits en français

### Auteur et illustrateur
- Mister Random, Éditions du Rouergue, 2002.
- Détours, traduction du norvégien par Jean-Baptiste Coursaud, La Joie de lire, 2008
- Gravenstein[2], traduction de Jean-Baptiste Coursaud, La Joie de lire, 2011.
- Le Trou[4],[14], traduction de Jean-Baptiste Coursaud, La Joie de lire, 2013
- Série Tête de mule,  traduit par Aude Pasquier, La Joie de lire

1. Tête de mule[3],[9], 2016
2. Mulysse : Tête de mule prend la mer[10], 2018
3. Factomule : grand thriller politique international[11], 2021
4. Mulosaurus[5], traduit par Aude Pasquier, la Joie de lire, 2021

### Illustrateur
- Pourquoi les chiens ont la truffe humide, texte de Kenneth Steven, traduction du norvégien par Aude Pasquier, Cambourakis, 2013.
- Série Ina et Aslak, texte de Tore Renberg, traduction du norvégien par Jean-Baptiste Coursaud, Didier Jeunesse

1. Ina et Aslak , apprentis bûcherons[6], 2013
2. Ina et Aslak, Opération dynamite , 2014

- Série Socrate et son papa, texte de Einar Øverenget, traduit par Aude Pasquier, La Joie de lire

1. tome 1, 2015
2. Socrate et son papa prennent leur temps, 2019

- Maarron, texte de Håkon Øvreås, traduit par Aude Pasquier, coll. « Hibouk », La Joie de lire, 2015
- Noirbert, texte de Håkon Øvreås, traduit par Aude Pasquier, la Joie de lire, 2017
- Bleuclaire, texte de Håkon Øvreås, traduit par Aude Pasquier, la Joie de lire, 2019
- La cape de Pierre, texte de Inger Marie Kjølstadmyr, traduit par Aude Pasquier, la Joie de lire, 2020
- Alice princesse de secours, texte de Torun Lian, traduit par Aude Pasquier, la Joie de lire, 2021

## Prix et distinctions
- 1999 : Kultur - og kirkedepartementets illustrasjonspris for barne - og ungdomslitteratur, pour Pode (texte de Tor Arve Røssland).
- 2004 : Prix Sproing du débutant de l'année pour Samlivstrøbbel og sirkus (avec Bjørn Sortland).
- 2004 : Kultur - og kirkedepartementets billedbokpris for barne - og ungdomslitteratur pour Klikk.
- 2006 : (international) « Honour List »[15] de l' IBBY pour Klikk
- 2007 : Kultur - og kirkedepartementets illustrasjonspris for barn e- og ungdomslitteratur pour  Klar ferdig gå! (textes de Beate Grimsrud et Inger Alfvén).
- 2008 :  Prix BolognaRagazzi (Fiction)[7] pour Avstikkere (Détours)
- 2008 : Kirke - og undervisningsdepartementets billedbokpris pour Eg kan ikkje sove no (avec Stein Erik Lunde)[16].
- 2011 :  Deutscher Jugendliteraturpreis Catégorie Livre illustré, pour Tête de mule
- 2013 : Prix Jeune Alber[17] pour Le Trou
- 2013 : Year’s Most Beautiful Book[17] Norvège pour Le Trou
- 2014 : (ensemble des pays nordiques) Prix de littérature jeunesse du Conseil nordique[18] (l'auteur de certains de ses ouvrages illustrés, Håkon Øvreås, est également lauréat).
- 2015 : Critic’s Award  pour la jeunesse[17], décerné par la Norwegian Critics Association, pour Tête de Mule
- 2018 :  Prix Bernard Versele[19] pour Maarron, texte de de Håkon Øvreås
- 2022 :  Sélection Polar SNCF du Festival d'Angoulême 2022 pour Factomule[17]
- 2019 à 2023 :  Sélection pour le Prix commémoratif Astrid-Lindgrendurant cinq années d'affilée[12]
- 2024 :  Mention Spéciale Prix BolognaRagazzi, catégorie Comics - Middle Grade[13], Foire du livre de jeunesse de Bologne  pour Dronefangeren (The Drone Catcher)